# Ischnocolus andalusiacus
Ischnocolus andalusiacus är en spindelart som först beskrevs av Simon 1873.  Ischnocolus andalusiacus ingår i släktet Ischnocolus och familjen fågelspindlar.
Artens utbredningsområde är Spanien. Inga underarter finns listade i Catalogue of Life.